# Lucky Star (öl)
Lucky Star är en svensk ölsort som tillverkas av Spendrups. Finns att köpa på 50 cl burk. Lucky Star har en alkoholhalt på 5,1%. Under 2009 utgick Lucky Star från Systembolagets ordinarie sortiment och finns idag endast i ett fåtal butiker.